# Silnice II/188
Silnice II/188 je silnice II. třídy, která vede z Podhůří do Horažďovic. Je dlouhá 18,1 km. Prochází jedním krajem a dvěma okresy.

## Vedení silnice

### Plzeňský kraj, okres Plzeň-jih
- Podhůří (křiž. I/20, III/02014)
- Kotouň
- Oselce

### Plzeňský kraj, okres Klatovy
- Černice
- Defurovy Lažany (křiž. II/186, III/1881)
- Velký Bor (křiž. II/174, III/18631, III/1882, III/0301)
- Horažďovice (křiž. I/22)